# Oecetis terania
Oecetis terania là một loài Trichoptera trong họ Leptoceridae. Chúng phân bố ở miền Australasia.